# Sami Hamdi Amin Rabi
Sami Hamdi Amin Rabi (arab. سامى حمدى امين ربيع; ur. 13 stycznia 1998) – egipski zapaśnik walczący w stylu wolnym. Zajął 33. miejsce na mistrzostwach świata w 2019. Wicemistrz igrzysk afrykańskich w 2019, a także igrzysk śródziemnomorskich w 2018. Złoty medalista mistrzostw Afryki w 2017 i srebrny w 2016 i 2018. Dziesiąty na igrzyskach wojskowych w 2019. Złoty medalista mistrzostw arabskich w 2019. Mistrz Afryki juniorów w 2016, 2017 i 2018 roku.